# Myrmica
Genre
Myrmica est un genre de fourmis.

## Espèces
Selon ITIS ce genre comprend plus de 140 espèces dont en voici la liste :
- Myrmica aborigenica Zhigul'skaya, 1991
- Myrmica ademonia Bolton, 1995
- Myrmica aemula Heer, 1850
- Myrmica aimonissabaudiae Menozzi, 1939
- Myrmica alaskensis Wheeler, 1917
- Myrmica aloba Forel, 1909
- Myrmica americana Weber, 1939
- Myrmica angulinodis Ruzsky, 1905
- Myrmica angusticollis Heer, 1850
- Myrmica archaica Meunier, 1915
- Myrmica arnoldii Dlussky, 1963
- Myrmica assimilis Spinola, 1851
- Myrmica bakurianica Arnoldi, 1970
- Myrmica beesoni Mukerjee, 1934
- Myrmica bergi Ruzsky, 1902
- Myrmica bessarabica Nasonov, 1889
- Myrmica bibikoffi Kutter, 1963
- Myrmica bidentata Smith, 1858
- Myrmica bremii Heer, 1850
- Myrmica breviceps Smith, 1878
- Myrmica brevispinosa Wheeler, 1917
- Myrmica caeca Smith, 1860
- Myrmica caucasicola Arnol'di, 1934
- Myrmica chinensis Viehmeyer, 1922
- Myrmica colax (Cole, 1957)
- Myrmica commarginata Ruzsky, 1905
- Myrmica concinna Heer, 1867
- Myrmica corrugata Say, 1836
- Myrmica cursor Smith, 1878
- Myrmica curvithorax Bondroit, 1920
- Myrmica deplanata Emery, 1921
- Myrmica dicaporiaccoi Menozzi, 1939
- Myrmica discontinua Weber, 1939
- Myrmica displicentia Bolton, 1995
- Myrmica diversa Buckley, 1867
- Myrmica dshungarica Ruzsky, 1905
- Myrmica ereptrix Bolton, 1988
- Myrmica everesti Donisthorpe, 1929
- Myrmica excelsa Kupyanskaya, 1990
- Myrmica faniensis Boven, 1970
- Myrmica ferganensis Finzi, 1926
- Myrmica forcipata Karavaiev, 1931
- Myrmica formosae Wheeler, 1929
- Myrmica fracticornis Forel, 1901
- Myrmica gallienii Bondroit, 1920
- Myrmica hamulata Weber, 1939
- Myrmica hellenica Finzi, 1926
- Myrmica helleri Viehmeyer, 1922
- Myrmica hirsuta Elmes, 1978
- Myrmica humilis Smith, 1858
- Myrmica incompleta Provancher, 1881
- Myrmica incurvata Collingwood, 1976
- Myrmica indica Weber, 1950
- Myrmica inezae Forel, 1902
- Myrmica inflecta Say, 1836
- Myrmica jessensis Forel, 1901
- Myrmica jucunda Smith, 1861
- Myrmica juglandeti Arnol'di, 1976
- Myrmica jurinei Heer, 1850
- Myrmica kabylica (Cagniant, 1970)
- Myrmica kamtschatica Kupyanskaya, 1986
- Myrmica karavajevi (Arnol'di, 1930)
- Myrmica kasczenkoi Ruzsky, 1905
- Myrmica kirghisorum Arnol'di, 1976
- Myrmica kotokui Forel, 1911
- Myrmica kozlovi Ruzsky, 1915
- Myrmica kryzhanovskii Arnol'di, 1976
- Myrmica kurokii Forel, 1907
- Myrmica lacustris Ruszky, 1905
- Myrmica lampra Francoeur, 1968
- Myrmica latifrons Staercke, 1927
- Myrmica laurae (Emery, 1907)
- Myrmica lemasnei Bernard, 1967
- Myrmica lineolata Buckley, 1867
- Myrmica lobicornis Nylander, 1846
- Myrmica lobifrons Pergande, 1900
- Myrmica longispinosa Mayr, 1868
- Myrmica luctuosa Smith, 1878
- Myrmica luteola Kupyanskaya, 1990
- Myrmica macrocephala Heer, 1850
- Myrmica margaritae Emery, 1889
- Myrmica mexicana Wheeler, 1914
- Myrmica minuta Ruzsky, 1905
- Myrmica molassica Heer, 1850
- Myrmica montana Buckley, 1867
- Myrmica monticola Creighton, 1950
- Myrmica myrmicoxena Forel, 1895
- Myrmica nearctica Weber, 1939
- Myrmica nebulosa Novak, 1878
- Myrmica obscurata Motschoulsky, 1863
- Myrmica obsoleta Heer, 1850
- Myrmica orientalis Karavaiev, 1926
- Myrmica orthostyla Arnol'di, 1976
- Myrmica pachei Forel, 1906
- Myrmica pilinodis Motschoulsky, 1863
- Myrmica pinetorum Wheeler, 1905
- Myrmica pisarskii Radchenko, 1994
- Myrmica punctiventris Roger, 1863
- Myrmica quebecensis Francoeur, 1981
- Myrmica ravasinii Finzi, 1923
- Myrmica ritae Emery, 1889
- Myrmica rubra (Linnaeus, 1758)
- Myrmica rugifrons Smith, 1858
- Myrmica ruginodis Nylander, 1846
- Myrmica rugiventris (Smith, 1943)
- Myrmica rugosa Mayr, 1865
- Myrmica rugulosa Nylander, 1849
- Myrmica sabuleti Meinert, 1861
- Myrmica salina Ruzsky, 1905
- Myrmica samnitica Mei, 1987
- Myrmica saposhnikovi Ruzsky, 1904
- Myrmica scabrata Buckley, 1867
- Myrmica scabrinodis Nylander, 1846
- Myrmica schencki Viereck, 1903
- Myrmica serica Wheeler, 1928
- Myrmica silvestrii Wheeler, 1928
- Myrmica smythiesii Forel, 1902
- Myrmica spatulata Smith, 1930
- Myrmica specularis Donisthorpe, 1929
- Myrmica stangeana Ruzsky, 1902
- Myrmica striolagaster Cole, 1953
- Myrmica sublanuginosa Buckley, 1867
- Myrmica sulcinodis Nylander, 1846
- Myrmica symbiotica (Menozzi, 1925)
- Myrmica taediosa Bolton, 1995
- Myrmica tahoensis Weber, 1948
- Myrmica tenuispina Ruzsky, 1905
- Myrmica tertiaria Heer, 1850
- Myrmica tianshanica Arnol'di, 1976
- Myrmica tibetana Mayr, 1889
- Myrmica transsibirica Radchenko, 1994
- Myrmica tschekanovskii Radchenko, 1994
- Myrmica turcica Santschi, 1931
- Myrmica vandeli Bondroit, 1920
- Myrmica venusta Heer, 1867
- Myrmica wesmaeli Bondroit, 1918
- Myrmica wheeleri Weber, 1939
- Myrmica whymperi Forel, 1913
- Myrmica winterae (Kutter, 1973)
- Myrmica yoshiokai Weber, 1947
- Myrmica zojae Radchenko, 1994

## Biologie
Les fourmis du genre Myrmica soignent les chenilles des papillons du genre Phengaris dont l'Azuré du serpolet, l'Azuré des mouillères, l'Azuré des paluds, l'Azuré de la croisette, l'Azuré de la sanguisorbe.